# Graciela Hierro Pérezcastro
Graciela Hierro Pérezcastro (Ciutat de Mèxic, 1928 - 30 d'octubre de 2003) va ser una filòsofa especialitzada en ètica que va introduir la filosofia feminista a Mèxic. El 1978 va fundar l'Associació Filosòfica Feminista de Mèxic. Va ser, a més, la primera directora del Programa Universitari d'Estudis de Gènere de la Universitat Nacional Autònoma de Mèxic. Va desenvolupar el concepte de gènere mitjançant un estudi històric i filosòfic, i institucionalitzà el feminisme acadèmicament. És fonamental en el desenvolupament de la seua investigació i posició en el camp de l'ètica. El seu treball va transcendir els àmbits acadèmics i va cobrar importància en l'esfera política i cultural mexicana. Gràcies a les seues conviccions va facilitar que s'abordaren els temes relacionats amb el cos i la sexualitat femenina considerats tabú en les societats patriarcals.

## Trajectòria
Procedent d'una família acadèmica, catòlica i tradicional, va trencar amb el destí que la societat li traçava per ser dona. Va acabar la secundària amb pretensions d'estudiar medicina, però els seus pares la van preparar per a ser secretària bilingüe.
Es va inscriure en la Universitat Femenina d'Adela Formoso, on va estudiar la preparatòria oberta. Va fer estudis de mestrat i doctorat de filosofia en la Facultat de Filosofia i Lletres de la UNAM (1982) mentre educava els seus cinc fills; per això, la seua trajectòria universitària va ser llarga, i va durar al voltant d'una dècada. La seua tesi de doctorat, L'utilitarisme i la condició femenina, que després es publicaria amb el títol d'Ètica i feminisme, aborda el problema ètic de l'exclusió de les dones en els règims patriarcals.
En concloure el doctorat va aconseguir la càtedra d'ètica i el Seminari Interdisciplinari de Postgrau de la Facultat de Filosofia i Lletres de la UNAM. Va ser professora en aqueixa facultat durant més de trenta anys des de 1972. El 1992 se li va assignar el càrrec de directora en el recent Programa Universitari d'Estudis de Gènere, creat pel rector José Sarukhán, en el qual va romandre fins a la seua mort. El 1978 va fundar a Mèxic l'Associació Filosòfica Feminista, afiliada a la Society for Women in Philosophy (SWIP) dels Estats Units, i des de llavors va formar part de grups feministes de Mèxic, Estats Units, Canadà i l'Argentina.
Va ser en l'entrada d'un nou segle, l'any 2000, quan va decidir contar la seua vida: a manera de relat ens explica com va ser la seua infància, adolescència, joventut i maduresa en el llibre Gràcies a la vida. Més que no contar una història, intenta reflexionar a partir de les seues experiències i memòria, ja que "una vida que no és reflexionada no és digna de ser viscuda".
Va escriure llibres i antologies al llarg de quasi 20 anys sobre temes d'educació, ètica, llibertat i feminisme. Entre els seus llibres publicats destaca Ètica i feminisme (UNAM, 1985), De la domesticació a l'educació de les mexicanes (Torres Asociados, 1989), La naturalesa femenina (UNAM, 1989), Perspectives feministes (UAP, 1993) Diàlegs sobre filosofia i gènere (Associació filosòfica de Mèxic/ UNAM, 1995), Filosofia de l'educació i gènere (Facultat de Filosofia i Lletres/ Torres Asociados, 1997).
Graciela Hierro va morir de càncer el 30 d'octubre de 2003 als 75 anys. La seua pèrdua fou molt sentida per tot el feminisme a Mèxic i al món. La seua història de vida és una evidència del poder de la perseverança i del treball.
Alguns dels seus referents van ser en filosofia: Hannah Arendt, Michel Foucault, Fernando Salmerón, R.F. Atkinsony i R.S. Peters i Paulo Freire. En feminisme: Celia Amorós i Simone de Beauvoir.
Graciela Hierro afirma que ningú educa a ningú i que tota l'educació culmina sent un acte-educació. Les seues investigacions en filosofia de l'educació han portat a la formulació d'un concepte d'educació unit a l'ètica; no es pot concebre una persona educada sense una moral autònoma.

## Pensament
En Ètica i feminisme, un estudi ètic que reflexiona sobre la condició femenina, la filòsofa exposa com les dones són considerades “éssers per a uns altres” des de la inferiorització, el control i l'abús al qual s'enfronten. Assenyala l'existència d'una doble moral existent en les societats dictada per la manera d'interpretació patriarcal: la diferència biològica sexual. Aquesta doble moral s'ha perpetuat mitjançant l'educació formal i informal. A partir d'aquesta reflexió és com Hierro proposa una ètica feminista de l'interès. Gràcies als treballs de Graciela Hierro, ara seria impensable un congrés nacional de filosofia acadèmica en el qual no hi haguera taules d'estudis de gènere. Hi ha un abans i un després de la publicació d'Ètica i feminisme, consideren els qui han estudiat la seua obra.

### Gènere
El seu treball es va desenvolupar des de la perspectiva de gènere com a eina per a una presa de consciència de la situació d'opressió de les dones. La perspectiva de gènere funciona com a instrument descriptiu de les condicions desiguals que produeix el gènere. El gènere és una assignació social d'identitats home i dona a partir de la sexualització dels seus cossos. Aquestes identitats són determinacions imposades dels rols dels éssers humans dins de la societat.
El discurs predominant que opera en relació amb el poder, el saber i el plaer ha sigut sempre dirigit per les expectatives de la sexualitat masculina. A partir de polaritats naturals podem comprendre la diferenciació de cossos i d'identitats del masculí i el femení: l'experiència femenina està lligada a la naturalesa i a l'immanent per la procreació i els cicles vitals; en canvi, l'experiència masculina és paradigma de control i transcendència. La dona, llavors, té la funció de donar vida, la funció de l'home serà regular-la. El gènere és un sistema de jerarquia social, constitueix la sexualització del poder. En les societats patriarcals el gènere és el dispositiu per a mantenir la dona oprimida. La diferència del caràcter cultural en els rols que la societat assigna a homes i dones és sempre asimètrica.

### Ètica
La investigació sobre la condició de les dones va abordar diversos aspectes: l'ésser de les dones, el lloc que històricament han tingut com a éssers-per a-uns altres, el plaer, el seu alliberament a partir de l'apropiació del cos. La postura ètica de Hierro emergeix dels estudis feministes.
Ètica i feminisme, un estudi ètic que reflexiona sobre la condició femenina, en què la filòsofa exposa com les dones són considerades éssers-per a-uns altres des de la inferiorització, el control i la utilització a què s'enfronten. Assenyala que la doble moral existent en les societats és dictada per la manera d'interpretació patriarcal: la diferència sexual. Aquesta doble moral s'ha perpetuat mitjançant l'educació formal i informal. Aquesta tesi doctoral va ser orientada per la doctrina utilitària de Stuart Mll. A partir d'aquesta reflexió és com Graciela proposa una ètica feminista de l'interès.
Ètica del plaer és la seua última publicació; ací condensa el seu pensament sobre el seu projecte ètic, amb el propòsit de fonamentar una filosofia moral, que no forme o dicte noves veritats sinó que reflexione sobre una dimensió de l'humà; això és, la relació entre gèneres i com aquesta relació és jeràrquica i imposada.
El projecte ètic de Hierro té dues dimensions: d'una banda, la dimensió crítica que parteix de la crítica al rol asimètric que s'assigna a les dones dins de les societats patriarcals; d'altra banda, la dimensió creadora o propositiva. L'ètica no es limita a descriure un estat de coses, sinó que ha de proposar noves possibilitats de transformar les persones, la societat i els discursos.

### Llibertat
L'ètica, el deure de l'ésser humà envers l'ésser humà, proposa la responsabilitat que tenim de la nostra llibertat. A partir de l'apropiació del nostre cos, dels seus plaers i alegries, podem disposar de manera lliure les nostres decisions i posició enfront de la vida. Aquesta llibertat s'aconsegueix quan s'arriba a la categoria moral de persona, condició fonamental de ser per a un mateix. L'obligació fonamental amb el propi jo de les dones és aconseguir la seua autodeterminació, construir una moralitat del seu propi plaer a partir de l'apropiació del seu cos, del seu plaer, del seu ésser.
El projecte ètic de plaer es fonamenta en la transvaloració de l'imposat, a partir del autoreconeixement dels interessos propis (alegries i plaers). Graciela Hierro construeix un concepte eticofeminista de la llibertat, ser lliure és una praxi, exercir la condició de persona per a actuar en condicions d'igualtat com a éssers actuants de la societat.

### Les dones
En els últims anys de la seua vida, a més del seu projecte ètic, va enfocar el seu pensament a entendre el procés d'envellir de les dones. Per a això va fundar Les Reines, grup de dones psicoanalistes, psicoterapeutes, escriptores i acadèmiques que, en la seua cerca de la paraula, es van proposar reflexionar sobre una nova cultura feminista, elles –les reines– van construir el suport, l'amistat, la solidaritat i l'amor entre dones. I van aconseguir ajuntar-se amb altres reines -explica Candelaria Ochoa en el seu text A Graciela Hierro, La Reina. "Quan una nova reina hi entrava, li regalava una joia d'àgata amb el símbol de les dones. En una ocasió vaig presenciar el ritual de recepció d'una nova reina i el lliurament d'un regal bell, i de seguida vaig dir: “jo en vull un”, i em va contestar: “tu ets una xiqueta, quan sigues gran te'n faràs creditora d'un”; i no es referia a gran per l'edat cronològica, sinó pels aprenentatges de la vida."
Com a integrant del grup d'investigació va participar en tallers sobre la soledat, sexualitat, relació mare-filla, amor, entre altres temes. L'objectiu de Les reines va ser reflexionar sobre l'envelliment de les dones i l'arribada de la mort.

## Publicacions
- Naturalesa i fins de l'educació superior (Premi ANUIES) (1982) UNAM.
- Ètica i feminisme, (1985) Universitat Nacional Autònoma de Mèxic, ISBN 9789683661579.
- Traducció, comentari i notes de Francis Bacon, escrits pedagògics (1987) UNAM.
- De la domesticació a l'educació de les mexicanes, Mèxic, Editorial Torres Asociados, (1989).
- La naturalesa femenina. Tercer col·loqui nacional de filosofia (compiladora), Mèxic, UNAM, (1985).
- Ètica de la llibertat, Mèxic, Editorial Foc Nou, (1990).
- Perspectives feministes (editora), Pobla, Universitat Autònoma de Pobla, (1993).
- Naturalesa i fins de l'educació superior, Mèxic, UNAM, (1994).
- Diàlegs sobre filosofia i gènere (editora), Mèxic, Associació Filosòfica de Mèxic/UNAM, (1995).
- L'ensenyament de l'ètica (1995).
- Filosofia de l'Educació i Gènere (editora), Mèxic, Facultat de Filosofia i lletres de la UNAM/Editorial Torres Asociados, (1997).
- Gràcies a la vida, Mèxic, Documentació i Estudis de Dones A. C. (Premi DEMAC), (2000).
- Tres temes. Tres dones. Moltes dones. Coautora: Universitat Autònoma de Nuevo León. Mèxic (2001).
- L'ètica del plaer (2001) Mèxic, UNAM.

## Distincions
- International Women Fòrum. Women That Makes a Difference (1977) EUA[5]
- “Feminista de l'any” Universitat de Xile (1998)
- Premi Nacional “María Lavalle Urbina”. Secretaria de Relacions Exteriors. Aliança de Dones de Mèxic, A. C. (2000)
- Premi Memòries. DEMAC (2000)
- Visitant distingida de Puebla (2001)
- Afiliada a Women’s for Philosophy USA

## Homenatges i reconeixements
El 2004, a pocs mesos de la seua mort, moltes acadèmiques i feministes van recordar Graciela Hierro en un acte de la Facultat de Filosofia i Lletres de la UNAM, en el qual van participar destacades acadèmiques i feministes com Gloria Careaga, María Luisa Tarrés, Margarita Velázquez i Daura Cardacci, i van recordar a Hierro en les seues etapes d'investigadora, docent, amiga i companya de treball.
El 2009 es va publicar el llibre Homenatge a Graciela Hierro. En la presentació va intervenir l'antropòloga i feminista Marcela Lagadre, que va dictar una conferència sobre sinergia feminista.